# Likavka
Likavka és un poble i municipi d'Eslovàquia que es troba a la regió de Žilina, al centre-nord del país. El 2022 tenia 2.926 habitants. És documentat per primera vegada el 1315.

## Demografia
| Godina             | 1994 | 2004   | 2014   | 2024   |
| ------------------ | ---- | ------ | ------ | ------ |
| Nombre de persones | 2870 | 3012   | 3045   | 2846   |
| Diferència         |      | +4,94% | +1,09% | −6,53% |

| Godina             | 2023 | 2024   |
| ------------------ | ---- | ------ |
| Nombre de persones | 2898 | 2846   |
| Diferència         |      | −1,79% |